# فلسفه قرن ۱۶ میلادی

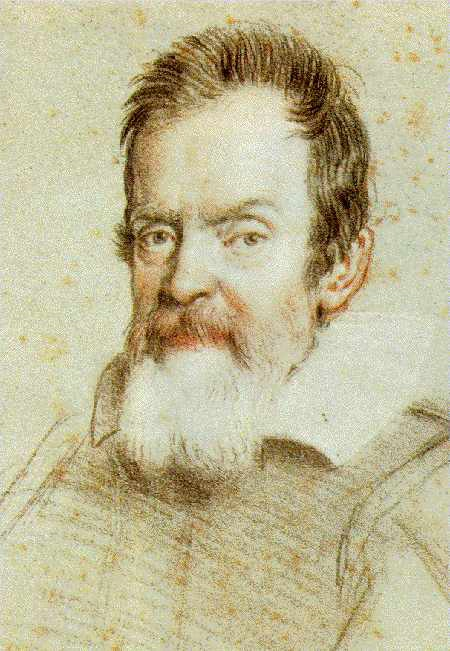
فلسفه قرن شانزدهم

فلسفه قرن شانزدهم عموماً به بخش متأخر فلسفه رنسانس گفته می‌شود.
فلسفه اوایل قرن شانزدهم معمولاً بنام رنسانس بلند یاد گردیده و به دوره‌ای گفته می‌شود که بعد از فلسفه رنسانس و قبل از عصر خِردگرایی قرار دارد. فیلسوفان برجسته این عصر عبارت از دسیدریوس اراسموس، تامس مور، نیکولو ماکیاولی، زاموئل فن پوفندرف، نیکلاس کوپرنیک و میشل دو مونتنی.
از مشخصه‌های قرن شانزدهم میلادی، خلط شدن سنت‌های انسان‌گرایی و مکتبی است. پیشرفت‌های چشم‌گیری در دایره لغات، با معرفی واژگانی چون «psychology» (ابداع شده توسط «مارکو مارولیک») و «anthropology» (ابداع شده توسط «مگنوس هلت») رخ داد. «روانشناسی» در قرن شانزدهم میلادی به معنی مباحثی پیرامون منشأ روح انسانی به‌کار می‌رفت. «انسانشناسی» به مفهوم محدودتری از مفهومی که ما امروزه استفاده می‌نماییم استفاده می‌شد و اشاره خاصی به رابطه میان روح و کابلدشناسی انسان داشت، چون این دو، ماهیت انسان را شکل می‌دهند.
منطق (آن‌گونه که توسط امثال «جان میر» بیان شده‌است) در اوایل تا اواسط قرن شانزدهم میلادی در میان بیشتر کشورهای اروپایی شروع به افول نمود و مسیر توجه به سمت تفاسیر ارسطو بیشتر گردید. کتاب اراسموس «ضد بربرها» در ۱۵۲۰ میلادی سی سال بعد از این‌که آن را نوشت منتشر شد و در آن از مطالعه آموزه‌های فیلسوفان و دانشمندان باستان که به‌طور کلی بنام «تعالیم کلاسیک» یاد می‌شود دفاع نمود، در عین حال این عقیده را ابلاغ کرد که مطالعه فلسفه برای حفظ عقیده مسیحیت حیاتی است.
شک‌گرایی آکادمیک دارای تأثیرات روزافزونی بود که در کارهای افرادی چون «عمر تالون» و «کارنلیوس اگریبا فان نتشیم» که کتاب «در مورد پوچی و ابهام هنر، علوم و تعالی کلام خدا» را نوشته بود، به منصه ظهور رسید.
به‌طور کلی نوشته‌های ارسطو یکی از پر استفاده‌ترین موضوعات در تفسیرهای عالی فلسفی بود. یکی از تأثیر گذارترین نظریات ارسطو که تفکر قرن شانزدهم میلادی را شکل داد این بود که روح را می‌توان به دو محور مرتبط دانست، حسی-عقلی (احساسات و آرزوها) و شناختی-اشتهاآور (اراده). «ژان لوئیس وایوز» ، انسان‌گرایی که «پدر روان‌شناسی مدرن» گفته می‌شود، یکی از معدود افرادی بود که تلاش نمود تا یک مدل جایگزین برای مدل روان‌شناختی ارسطوگری ارایه نماید، وی رویکردهای متافیزیکی برای درک روح را رد نموده و در عوض روی ادراک روح با تشریح کارکرد آن تأکید نمود (هرچند در ارایه یک جایگزین کامل موفق نشد). استدلال‌های وی بر ناتوانی ذهنی انسان در درک کامل چیستی روح متمرکز بود.
یک فرد در قرن شانزدهم میلادی (باز هم به‌وسیله لنز ارسطوگری) تنها از طریق اجتماع سیاسی یا سرزمین وی، همراه با فعالیت وی برای پیروی از فضیلت اخلاقی، تعریف می‌گردید. تمایل انسان برای پرورش جوامع سیاسی هم به عنوان ویژگی طبیعی و هم ویژگی منحصر به فرد بشر پنداشته می‌شد.